# Guillaume Charrier
Guillaume Charrier (mort en octobre 1440), est un ecclésiastique qui fut évêque préconisé d'Orléans en 1438-1439, puis évêque d'Agde de 1439 à 1440.

## Biographie
Guillaume Charrier est né en Auvergne à Issoire. Il est issu d'une famille dont certains membres exerçaient des charges publiques à la cour de France comme secrétaire ou trésorier du roi. 
Il est lui-même trésorier du roi lorsqu'il est pourvu d'un canonicat à la cathédrale d'Orléans. Le pape Eugène IV le préconise comme évêque d'Orlénas le 21 juillet 1437. Toutefois un certain Jean de Vailly, archidiacre de Thouars, doyen du chapitre d'Orléans et conseiller au Parlement de Paris lui conteste le siège le 12 janvier 1438 en se prévalant de son élection par le chapitre de chanoines. Jean de Vailly est débouté de sa prétention par le Parlement de Paris, toutefois Guillaume Charrier ne prend pas possession de son siège épiscopal. Il est encore qualifié d'« Évêque d'Orléans » lorsque Eugène IV le transfère à l'évêché d'Agde à la suite de la cession de ce dernier par Regnault de Chartres. Guillaume Charrier n'exerce que peu de temps sa nouvelle fonction car il meurt dès le mois d'octobre 1440.